# Bačka Topola
Bačka Topola (srbsko Бачка Топола; madžarsko Topolya) je naselje v Vojvodini v Srbiji, ki je središče istoimenske občine; slednja pa spada v Severnobački upravni okraj, ki je del zgodovinske pokrajine Bačke.

## Demografija
V naselju živi 12.958 polnoletnih prebivalcev, večinsko madžarske narodnosti, pri čemer je njihova povprečna starost 40,1 let (38,2 pri moških in 41,8 pri ženskah). Naselje ima 6.009 gospodinjstev, pri čemer je povprečno število članov na gospodinjstvo 2,69.
|  |

| Demografija | Demografija     | Demografija     |
| Leto        | Št. prebivalcev | Št. prebivalcev |
| ----------- | --------------- | --------------- |
|             |                 |                 |
|             |                 |                 |
|             |                 |                 |
|             |                 |                 |
| 1948        | 14.051          |                 |
| 1953        | 14.322          |                 |
| 1961        | 15.184          |                 |
| 1971        | 16.056          |                 |
| 1981        | 17.027          |                 |
| 1991        | 16.704          | 16.535          |
| 2002        | 16.574          | 16.171          |
|             |                 |                 |

| Etnična sestava po popisu iz leta 2002 | Etnična sestava po popisu iz leta 2002 | Etnična sestava po popisu iz leta 2002 | Etnična sestava po popisu iz leta 2002 | Etnična sestava po popisu iz leta 2002 |
| -------------------------------------- | -------------------------------------- | -------------------------------------- | -------------------------------------- | -------------------------------------- |
| Madžari                                | Madžari                                |                                        | 9.582                                  | 59,25%                                 |
| Srbi                                   | Srbi                                   |                                        | 4.699                                  | 29,05%                                 |
| Črnogorci                              | Črnogorci                              |                                        | 426                                    | 2,63%                                  |
| Jugoslovani                            | Jugoslovani                            |                                        | 376                                    | 2,32%                                  |
| Hrvati                                 | Hrvati                                 |                                        | 170                                    | 1,05%                                  |
| Rusini                                 | Rusini                                 |                                        | 95                                     | 0,58%                                  |
| Bunjevci                               | Bunjevci                               |                                        | 52                                     | 0,32%                                  |
| Muslimani                              | Muslimani                              |                                        | 45                                     | 0,27%                                  |
| Albanci                                | Albanci                                |                                        | 40                                     | 0,24%                                  |
| Makedonci                              | Makedonci                              |                                        | 33                                     | 0,20%                                  |
| Slovaki                                | Slovaki                                |                                        | 26                                     | 0,16%                                  |
| Slovenci                               | Slovenci                               |                                        | 15                                     | 0,09%                                  |
| Ukrajinci                              | Ukrajinci                              |                                        | 12                                     | 0,07%                                  |
| Nemci                                  | Nemci                                  |                                        | 8                                      | 0,04%                                  |
| Romi                                   | Romi                                   |                                        | 7                                      | 0,04%                                  |
| Goranci                                | Goranci                                |                                        | 4                                      | 0,02%                                  |
| Bošnjaki                               | Bošnjaki                               |                                        | 4                                      | 0,02%                                  |
| Rusi                                   | Rusi                                   |                                        | 3                                      | 0,01%                                  |
| Čehi                                   | Čehi                                   |                                        | 1                                      | 0,00%                                  |
| Romuni                                 | Romuni                                 |                                        | 1                                      | 0,00%                                  |
| Bolgari                                | Bolgari                                |                                        | 1                                      | 0,00%                                  |
| Neznano                                | Neznano                                |                                        | 12                                     | 0,07%                                  |